# L 브랜즈
L 브랜즈(영어: L Brands, Inc, 이전 사명은 Limited Brands, Inc.과 The Limited, Inc.)는 1963년에 설립 된 오하이오 콜럼버스에 본사를 둔 미국의 패션 소매 기업이다. 대표 브랜드에는 빅토리아 시크릿 및 배스 앤 바디 웍스가 있다. L 브랜드는 2013년에 105
억 달러의 매출을 올렸으며, 2013 포춘 500대 기업 중 상위 25위 기업에 258위를 차지했다.

## 브랜드
L 브랜드는 현재 다음과 같은 소매 브랜드를 판매한다.
- 빅토리아 시크릿(Victoria's Secret)
- 핑크(Pink) ※빅토리아 시크릿을 통해 판매된다.
- 배스 앤 바디 웍스(Bath & Body Works)
- 헨리 벤델(Henri Bendel)
- 라 센자(La Senza)